# Adolfo Patiño
Adolfo Patiño (Ciudad de México, México, 1954- ibid, 2005) fue un artista multidisciplinario, poeta, galerista, ideólogo y promotor cultural mexicano, conocido principalmente por ser uno de los precursores del neomexicanismo. Se destacó por sus performances de carácter disruptivo y por su incursión en el arte objeto. Fundó los grupos "Fotógrafos Independientes" y "Peyote y la Compañía", y también la galería neo-vanguardista "La Agencia".

## Biografía

### Primeros años
Patiño nació en la Ciudad de México en el seno de una familia de la clase media, su padre era vigilante nocturno y oficial de tránsito y su madre era ama de casa; pasó su adolescencia entre la Unidad Aragón y la 20 de Noviembre al norte de la ciudad. Empezó a tomar fotografías desde los 13 años luego de que su padre le comprara una cámara Kodak Retinett de 35 milímetros, en 1971 se inscribió al Club Procinemex. Posteriormente buscaría a figuras como Manuel Álvarez Bravo o Juan José Gurrola, quienes se volverían sus mentores, de este último aprendió el performance.
Alrededor de 1973 decidió integrarse a la escena cultural del país y adoptó el nombre de "Peyote", supuestamente después de tener una plática con un indígena huichol, transformándose en un personaje que siempre iba vestido de negro y que mantenía en general un aspecto extravagante. Ese mismo año montó una "exposición ambulante" en la Zona Rosa que consistía en fotografías colgadas en una especie de tendedero que se desplegó en la calle y llamó la atención de la crítica. Gradualmente, tras conocer a los miembros del colectivo Tepito Arte Acá, formó un grupo fotográfico al que llamó "Fotógrafos independientes", al cual encabezó, cuyos miembros eran Xavier Quirarte, Rogelio Villarreal, Alberto Pergón, Miguel Fematt, Armando Cristeto y Agustín Martínez Castro y cambió su nombre artístico por "Adolfotógrafo" en 1976. La obra de la agrupación se caracterizó por los retratos de su entorno inmediato, urbano y callejero con fotos de prostitutas, travestis, publicidad y roqueros, el cual buscaba alejarse de las imágenes del nacionalismo mexicano, y por sus exposiciones, las cuales eran callejeras debido al poco interés de las instituciones en exhibir su trabajo. El grupo dejó de funcionar como tal en 1980 luego de su infame exposición "La Muerte del Maguey" que pretendió ser una especie de expo-funeral de la imaginería oficial mexicana, en parte como oposición a la fotografía formalista de Álvarez Bravo. Derivado de este hecho fueron excluidos de la Bienal de Fotografía de ese año, a lo cual el grupo respondió formando un carrito-mampara cubierto de sus fotografías el cual Adolfo arrastró desde Paseo de la Reforma hasta la Galería del Auditorio tomándola por asalto. Aun así, el grupo siguió funcionando con menos notoriedad hasta su disolución en 1984.

### Peyote y la compañía
En paralelo a Fotógrafos Independientes, Patiñó creó y lideró el grupo "Peyote y la Compañía" en 1978 con algunos miembros del grupo anterior, a los cuales se sumaron otros artistas; su primera aparición como tal es en la película en Super-8 "Ying Yang starring" filmada por Patiño. Una de sus obras más importantes es Artespectáculo: Tragodia II la cual se presentó en la primera Sección Anual de Experimentación del Salón Nacional de Artes Plásticas en 1979. Era una obra que albergaba instalación, performance y microteatro; consistía de un altar piramidal al centro de la sala cubierto con distintos objetos intervenidos por los artistas. Esta obra se volvería insigne del neomexicanismo y le abriría las puertas de los museos y galerías a la iconografía urbana kitsch. Durante los tres meses que estuvo expuesta se realizaron distintas acciones como un concierto de Antonio Zepeda y un performance de Patiño con Terry Holiday en homenaje a Raquel Tibol: To Raquel with Love, el título de la obra era una parodia a la película To Sir, with love de 1966.
Peyote y la compañía se caracterizaron por su carácter subversivo, en el cual utilizaban los símbolos patrios de manera poco solemne "casi con burla" y también por no demostrar un proyecto ni una inclinación política evidente.
El grupo se mantuvo activo hasta 1984.

### Carrera como galerista
En 1987 fundó la galería independiente "La Agencia", en la que exhibía arte de las décadas de los 50, 60, 70 y 80. Esta se mantuvo activa hasta 1995.

### Vida en Nueva York
En 1988 partió hacia París con la idea de hacer carrera en el país europeo, mas se quedó estancado en Los Ángeles, lo cual terminó llevándolo hasta Nueva York. Donde trabajó hasta 1993.

## Fallecimiento
Patiño falleció a los 50 años de edad al caer de la azotea del edificio donde vivía, de acuerdo con Teresa del Conde, esta caída pudo haberse dado tras resbalar por accidente a mitad de una maniobra que solía hacer para entrar a su departamento cuando olvidaba las llaves en su carro.

## Premios y reconocimientos
- Mención Honorífica en el Segundo Encuentro Nacional de Arte Joven, 1982.
- Premio de Adquisición en Pintura en el Tercer Encuentro Nacional de Arte Joven, 1983.
- Mención Honorífica en la I Bienal de La Habana, 1984.
- Mención Honorífica en la 1ª. Bienal Monterrey, 1992.[10]